# Villa Tehuelches
Villa Tehuelches – wieś w Chile, ośrodek administracyjny gminy Laguna Blanca. Populacja wynosi 151 osób. Znajduje się przy drodze nr 9, łączącej Punta Arenas i Puerto Natales, około 10 km na zachód od jeziora Laguna Blanca.
Została założona 7 lipca 1967 roku.